# Enikő Buzási
Enikő Buzási (* 12. September 1948) ist eine ungarische Kunsthistorikerin.

## Leben und Wirken
Enikő Buzási ist die Tochter des Journalisten und Herausgebers János Buzási. Sie war von 1974 bis 2010 als Kunsthistorikerin in der Sammlung Alter Kunst (ungarische Kunstwerke vor 1800) der Ungarischen Nationalgalerie in Budapest tätig. 1996 wurde sie promoviert und Wissenschaftliche Mitarbeiterin. Von 1997 bis 2004 und ab 2008 war sie Mitglied des wissenschaftlichen Komitees für Kunstgeschichte der Ungarischen Akademie der Wissenschaften.
Zu ihren Arbeitsschwerpunkten gehören die Malerei und besonders die Porträtmalerei der Spätrenaissance und des Barock in Mitteleuropa.

## Schriften
Enikő Buzási ist Autorin oder Mitautorin mehrerer Bücher und veröffentlichte über 150 Beiträge in Büchern, wissenschaftlichen Zeitschriften, Tagungsbänden und Ausstellungskatalogen, unter anderem:
- mit Pál Voit: Barokk tervek és vázlatok 1650–1760. Magyar Nemzeti Galéria, Budapest 1980, OCLC 186918387.
- mit Miklós Mojzer (Hrsg.): Ungarische Nationalgalerie Budapest, Alte Sammlung. (Originaltitel A Magyar Nemzeti Galéria régi gyűjteményei.) Corvina, Budapest 1984, ISBN 963-13-1652-1.
- Régi magyar arcképek (= Alte ungarische Bildnisse.) Ungarisch und Deutsch. Szombathely, Képtár 1988, DNB 910012482.
- mit Gizella Cennerné Wilhelmb: Főúri ősgalériák, családi arcképek a magyar történelmi képcsarnokból. Szakál, Budapest 1988, OCLC 179907750.
- mit Pál Cséfalvay: Christliches Museum Esztergom. Aus dem Ungarischen von Anikó Harmath. Corvina, Budapest 1993, ISBN 963-13-3854-1.
- mit Ildikó Nagy: A Magyar Nemzeti Galéria évkönyve, 1992–1996. Deutsch und Englisch. Bereczky, Budapest 1998, OCLC 41278601
- Az Esterházyak családi arcképei. Kuny Domokos Múzeum, Tata 1999, ISBN 963-7110-12-7.
- Ádám Mányoki (1673–1757). Monographie und Œuvrekatalog. Ungarische Nationalgalerie, Budapest 2003, ISBN 963-7432-86-8.
- Die Bildnisse und Auftraggeber Dorffmaisters. In: Gedenkausstellung von Stephan Dorffmaister. S. 155–177 (online, PDF; 25,2 MB).
- mit Géza Pálffy: Augsburg – Wien – München – Innsbruck. Die frühesten Darstellungen der Stephanskrone und die Entstehung der Exemplare des Ehrenspiegels des Hauses Österreich. Gelehrten- und Künstlerbeziehungen in Mitteleuropa in der zweiten Hälfte des 16. Jahrhunderts. Institut für Geschichte des Forschungszentrums für Humanwissenschaften der Ungarischen Akademie der Wissenschaften, Budapest 2015, ISBN 978-963-416-008-3.